# فرانسوا فريديريك كامبانا
فرانسوا فريديريك كامبانا (بالفرنسية: François Frédéric Campana)‏ هو ضابط فرنسي، ولد في 5 فبراير 1771 في تورينو في إيطاليا، وتوفي في 16 فبراير 1807 في استروينكا في بولندا بسبب قتل في المعركة.